# Flume
Harley Edward Streten, född 5 november 1991, känd under artistnamnet Flume, är en australisk musikproducent och DJ. Flume anses vara pionjär av future bass och ha bidragit till musikgenrens popularitet.
Flume har remixat låtar av artister som Lorde, Sam Smith, Arcade Fire, Hermitude och Disclosure. Hans andra studioalbum, Skin, släpptes den 27 maj 2016 och vann en Grammy för "Best Dance/Electronic Album" 2017.